# Herreria (plant)
Herreria is een geslacht uit de aspergefamilie. De soorten komen voor in Zuid-Amerika.

## Soorten
- Herreria bonplandii
- Herreria cipoana
- Herreria glaziovii
- Herreria grandiflora
- Herreria latifolia
- Herreria montevidensis
- Herreria salsaparilha
- Herreria stellata